# Lagman

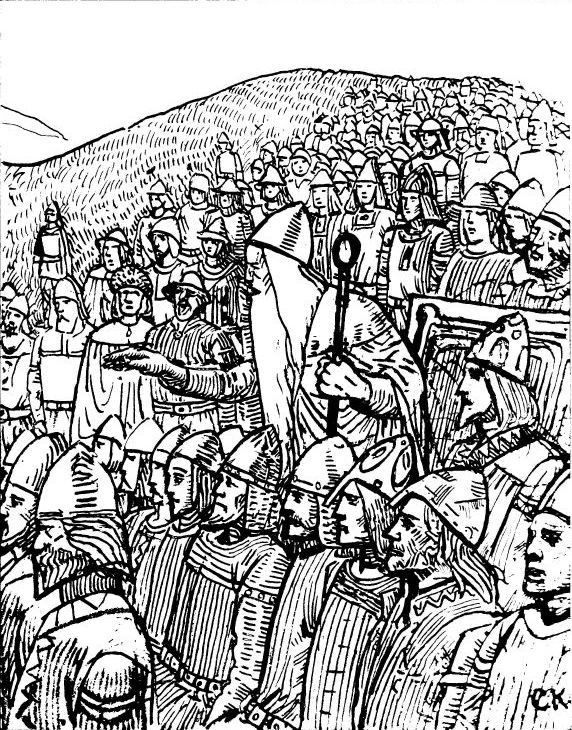
Representación de un lagman.

Un lagman (del nórdico antiguo: lǫgsǫgumaðr; en sueco moderno: lagman; en sueco antiguo: laghmaþer o laghman; en noruego: lagmann e islandés: lög(sögu)maðr) era un hombre de leyes o letrado, un cargo legal único en la Escandinavia medieval. Tiene sus bases en la tradición germana común, donde los hombres sabios eran consultados para que reciten la ley. Solo en Escandinavia esta función evolucionó hasta llegar a ser un cargo. Dos de los más famosos lagman son Snorri Sturluson y Þorgnýr.

## Suecia
El cargo fue más importante en Suecia, donde cada provincia tenía su propio lagman subordinado al titular de Tiundaland. El lagman preside las Þings, trabajando como juez y formulando las leyes que habían sido elegidas por el pueblo. Estaba obligado a memorizar la ley y recitarla en la Þing. También es el responsable por la administración en la Þing y por el cumplimiento de las decisiones. Era su deber proteger los derechos y libertades del pueblo y hablar en nombre del Rey o su representante. Es el lagman quien, en representación del pueblo, reconoce al rey elegido cuando pasa el Eriksgata. Sin embargo, después del establecimiento de las leyes de las provincias (hecho sucedido cerca de 1350), participaría en la Piedra de Mora con doce compañeros de su jurisdicción.
De acuerdo a la Västgötalagen, el lagman era designado de por vida por los bóndi (hombres libres) de la provincia. El cargo no era hereditario, pero solía elegirse de entre las familias más poderosas. 
Desde la mitad del siglo XIII en adelante, el papel de lagman se volvió más sujeto al rey, y era común que fuesen miembros del consejo real. El rey Magnus II Eriksson decidió que el rey influiría en la designación de los lagman. Seis nobles y seis bóndis en consulta con dos clérigos designarían tres hombres de la jurisdicción, de entre los cuales el rey elegiría a uno que estimaba sería el que mejor encajase en el cargo. Este procedimiento estuvo en efecto hasta el siglo XVI, cuando todo el proceso de selección fue transferido al rey.
Además, los lagman procedían solo de la nobleza y se había vuelto una pensión, en donde un miembro del Consejo Privado de Suecia era seleccionado para recibir salario, pero tenía a otras personas que se ocupaban de su trabajo. Este privilegio fue abolido durante la reducción de 1680, después de la cual los lagman fueron obligados a hacer las cosas ellos mismos, y hubo revisiones en las designaciones de los miembros del Consejo privado. La designación permaneció restringida a la nobleza hasta 1723.
Para entonces, las funciones del oficio se habían limitado a las de un juez, una función que también se había vuelto menos importante con el tiempo. En 1849, el cargo fue abolido, pero el título permaneció ocasionalmente en uso como un título de honor para gobernadores.
En 1947, el título fue reintroducido para los presidentes de las cortes de apelaciones, y con la reforma de 1969, los presidentes de los tribunales de distrito y las cortes administrativas del condado fueron llamadas lagman, en tanto que el presidente de las cortes de apelación fue nombrado lagman de la corte de apelación (hovrättslagmän).

## Noruega
En Noruega, los lagman fueron consejeros versados en la ley hasta el reinado de Sverre I de Noruega (1184–1202), cuando formaron parte de la estructura de poder de la corona. Con la reforma legal de Magnus VI de Noruega (1263–80), tuvieron el derecho y la función de actuar como jueces y presidir el lagting (la corte superior de justicia noruega). Los lagtings y el papel de lagman fueron abolidos en 1797, pero reinstaurados en 1890 junto con la figura procesal del jurado.

## Mann
Los Anales de los cuatro maestros cita al rey de Mann, el caudillo hiberno-nórdico Maccus mac Arailt que durante sus expediciones vikingas iba acompañado de sus lagmans, relacionado con las incursiones y el saqueo de Scattery Island y la captura de Ivar de Limerick en 974.

## Dublín
Los anales irlandeses mencionan a Airlabraid Átha Cliath, lagman del reino de Dublín, que murió en la batalla de Tara.

## Orcadas, Shetland y Faroe
Hay constancia histórica de la existencia del papel de lagman en las Orcadas, Shetland, e Islas Faroe.

## Islandia
Los lögsögumaður de Islandia tuvieron un papel muy importante en la consolidación de la Mancomunidad Islandesa desde la constitución del Alþingi por el primer lagman Úlfljótr, quien aportó las bases jurídicas para la primera ley aprobada en una asamblea de hombres libres en el siglo X. Un lögsögumaður tenía influencia, pero pese al conocimiento legal y jurídico, el poder residía en los goðar.
| Lögsögumaður de Islandia                     | Lögsögumaður de Islandia              | Lögsögumaður de Islandia                | Lögsögumaður de Islandia          |
| -------------------------------------------- | ------------------------------------- | --------------------------------------- | --------------------------------- |
| Úlfljótr c. 930                              | Hrafn Hængsson 930–949                | Þórarinn ragabróðir Óleifsson 950–969   | Þorkell máni Þorsteinsson 970–984 |
| Þorgeir Ljósvetningagoði Þorkelsson 985–1001 | Grímur Svertingsson 1002–1003         | Skapti Þóroddsson 1004–1030             | Steinn Þorgestsson 1031–1033      |
| Þorkell Tjörvason 1034–1053                  | Gellir Bolverksson 1054–1062          | Gunnar Þorgrímsson hinn spaki 1063–1065 | Kolbeinn Flosason 1066–1071       |
| Gellir Bolverksson 1072–1074                 | Gunnar Þorgrímsson hinn spaki 1075    | Sighvatur Surtsson 1076–1083            | Markús Skeggjason 1084–1107       |
| Úlfhéðinn Gunnarsson 1108–1116               | Bergþór Hrafnsson 1117–1122           | Guðmundur Þorgeirsson 1123–1134         | Hrafn Úlfhéðinsson 1135–1138      |
| Finnur Hallsson 1139–1145                    | Gunnar Úlfhéðinsson 1146–1155         | Snorri Húnbogason 1156–1170             | Styrkár Oddason 1171–1180         |
| Gissur Hallsson 1181–1202                    | Hallur Gissurarson (abad) 1203–1209   | Styrmir hinn fróði Kárason 1210–1214    | Snorri Sturluson 1215–1218        |
| Teitur Þorvaldsson 1219–1221                 | Snorri Sturluson 1222–1231            | Styrmir hinn fróði Kárason 1232–1235    | Teitur Þorvaldsson 1236–1247      |
| Óláfr Þórðarson 1248–1250                    | Sturla Þórðarson 1251                 | Óláfr Þórðarson 1252                    | Teitur Einarsson 1253–1258        |
| Ketill Þorláksson 1259–1262                  | Þorleifur hreimur Ketilsson 1263–1265 | Sigurður Þorvaldsson 1266               | Jón Einarsson 1267                |
| Þorleifur hreimur Ketilsson 1268             | Jón Einarsson 1269–1270               | Þorleifur hreimur Ketilsson 1271        |                                   |

El descontento hacia las hostilidades internas entre clanes familiares en combinación con la presión del rey de Noruega llevaron a los terratenientes islandeses a aceptar a Haakon IV de Noruega como rey con la firma del «Gamli sáttmáli» («Pacto antiguo») en 1264 y a adoptar estructuras de organización feudal, lo que dificultó el papel del lögsögumaður y desencadenó su fin a corto plazo.